# Leksvik
Leksvik este o comună din provincia Nord-Trøndelag, Norvegia.